# Daniel Noboa
Daniel Roy Gilchrist Noboa Azín (Miami, 30 de novembro de 1987) é um empresário e político equatoriano, é o 56.º presidente da República do Equador, desde 23 de novembro de 2023. Foi membro da Assembleia Nacional do Equador, entre 2021 e 2023. Em 2023, foi eleito presidente de seu país e reeleito em 2025.
Ele é o terceiro Noboa a chegar a presidência do Equador, compartilhando parentesco com os Presidentes Diego Noboa (1850–1851) e Gustavo Noboa (2000–2003). Ele é filho do bilionário Álvaro Noboa.

## Biografia
Nasceu em 30 de novembro de 1987, na cidade estadunidense de Miami, filho do empresário Álvaro Noboa e da médica Anabella Azin. Seu pai, "Alvarito", concorreu cinco vezes à presidência do Equador, sem sucesso, sendo que em 2006 obteve o melhor resultado, vencendo o primeiro turno, em 15 de outubro, com 27% dos votos válidos, contra 22% do segundo colocado, Rafael Correa. No segundo turno, entretanto, foi derrotado, recebendo 43% dos votos, enquanto seu adversário foi eleito com 57%.
Noboa obteve um Master of Business Administration (2019) pela Kellogg School of Management, em Evanston, Illinois, e, em 2020, concluiu o mestrado em Administração Pública, na Universidade Harvard. Posteriormente, em 2022, obteve o título de mestre em Comunicação Política e Governança Estratégica pela Universidade George Washington.
Ingressou na Noboa Corporation, onde se tornou Diretor de Navegação. Foi também diretor comercial e de logística, de 2010 a junho de 2018.

### Parlamentar
Foi eleito para a Assembleia Nacional nas eleições legislativas de 2021, representando Santa Elena, pelo movimento político Equatoriano Unido. Foi empossado em 14 de maio do mesmo ano. Nesse mesmo mês de maio, tornou-se presidente da Comissão de Desenvolvimento Econômico, Produtivo e da Microempresa.
Em março de 2023, foi favorável à "Muerte cruzada", diante da rejeição e arquivamento da Lei de Investimentos, apresentada pelo governo de Guillermo Lasso.

### Eleições presidenciais

#### 2023
Posteriormente, em maio de 2023, e com a dissolução do parlamento em meio à crise política, apresentou-se como pré-candidato às eleições presidenciais do mesmo ano, pelo movimento político Acción Democrática Nacional (ADN); coligado aos movimentos: Povo, Igualdade e Democracia (PID) e MOVER.
O índice de aprovação pública de Daniel Noboa caiu de 81% no início de seu mandato presidencial para 32% um ano depois. Em particular, ele está enfrentando o fracasso de sua política de segurança pública e a crise econômica, com o Equador em recessão, cortes de eletricidade diários e aumento da pobreza.

#### 2025
Em maio de 2024, Noboa se inscreveu para concorrer à reeleição nas próximas eleições gerais de 2025. Em agosto de 2024, Noboa nomeou María José Pinto González Artigas como sua companheira de chapa, enfrentando sua vice-presidente Verónica Abad.
Tanto Noboa quanto Abad Rojas se distanciaram um do outro desde a posse, com Abad Rojas "lançando ataques pessoais" contra Noboa, enquanto a administração de Noboa reagiu contra vários "comentários polêmicos" de Abad Rojas. Em novembro de 2024, Abad Rojas foi temporariamente suspenso do cargo de vice-presidente pelo governo equatoriano após não ter deixado Israel e viajado para a Turquia. Noboa nomeou a Secretária de Planejamento Nacional Sariha Moya como vice-presidente interina.
Em fevereiro de 2025, Noboa avançou para o segundo turno, enfrentando Luisa González em uma revanche da eleição anterior. Noboa recebeu 44,17% dos votos, com González logo atrás, com 43,97%.

## Vida pessoal
Em 13 de janeiro de 2018, casou-se com Gabriela Goldbaum, com quem teve uma filha. Mais tarde, eles se divorciaram. Em junho de 2021, foi admitida uma queixa apresentada por Noboa a um tribunal espanhol, para investigar a seguradora Mapfre pelo alegado crime de violação do direito à privacidade e divulgação de segredos, por dados utilizados por Goldbaum durante o processo de divórcio.
Em 2019 conheceu a influenciadora de mídia social Lavinia Valbonesi, com quem se casou em 28 de agosto de 2021. Eles têm um filho.

## Empresas em paraísos fiscais
Em outubro de 2023, a Folha de S.Paulo revelou que Daniel Noboa é proprietário, segundo os Pandora Papers, de duas empresas offshore sediadas no Panamá. Ele também está ligado a diversas outras empresas, de propriedade de seu pai, situadas em paraísos fiscais. A lei equatoriana proíbe os candidatos a cargos eletivos de possuírem ativos em paraísos fiscais.